# Jacqueline Nebout
Pour les articles homonymes, voir Nebout.
Jacqueline Nebout, née le 12 octobre 1928 à Nancy et morte le 2 novembre 2015 à Paris 15e, est une femme politique française.

## Biographie
Jacqueline Nebout est la fille de Joseph Nebout, propriétaire d'un café à Nancy, très actif comme syndicaliste dans sa profession, militant radical-socialiste, franc-maçon, résistant responsable pour l'Allier du mouvement « Combat », vice-président de la Fédération radicale de Meurthe-et-Moselle après 1950,.
Elle fait la connaissance de Yolande Thiriet, née comme elle en 1928, journaliste chargée de la critique théâtrale et musicale à l'Est Républicain, qui restera sa compagne jusqu'à son décès en 2006.
Dans son appartement bourgeois de la place de Luxembourg, qu'elle partage avec sa compagne, elle reçoit les intellectuels et politiques locaux, et, parmi eux, le presque encore inconnu Jack Lang, dont le père était, comme Joseph Nebout, radical et franc-maçon.
Peu de temps après la mort de son fils à l'âge de 21 ans, elle et Yolande Thiriet décident de quitter Nancy pour s'établir à Paris. C'est dans cette deuxième partie de sa vie que, tout en poursuivant ses activités culturelles, elle devient une femme politique influente à la mairie de Paris et au sein du Parti radical.

## Activités dans le domaine culturel
À Nancy, elle est chroniqueuse culturelle sur Radio Lorraine-Champagne. Le directeur de l'Est Républicain, Léon Chadé, est un de ses amis. Avec son soutien, Jacqueline Nebout et la journaliste Yolande Thiriet aident Jack Lang, son épouse Monique et ses amis au lancement du festival mondial du théâtre universitaire en 1963-1964, l'une grâce à son pouvoir de séduction et son réseau de relations artistiques, politiques et maçonniques,, l'autre par ses articles dans la presse,.
À Paris, adjointe à la mairie, Jacqueline Nebout est nommée vice-présidente des 4es Floralies internationales ouvertes le 11 mai 1979 au Parc floral de Paris du bois de Vincennes.
Elle préside l'Association des Amis du parc et du château de Bagatelle, de sa création en 1980 jusqu'en 1996. En 1984, elle organise l'exposition Paris qui change, huiles, aquarelles et dessins du peintre lorrain Antoine-René Giguet, au Trianon de Bagatelle.
Elle fonde en 1988 le Prix de l'humour politique, suspendu pendant la troisième cohabitation et repris en 2002 par le Press club de France présidé par Jean Miot, sous le nouveau nom de « Prix Press Club, Humour et Politique ».
De 1995 à 2001, elle assure la présidence de la Société nouvelle d'exploitation de la Tour Eiffel. Elle crée le Prix Tour Eiffel de science-fiction, décerné de 1997 à 2002.

## Carrière politique
En suivant les traces de son père, elle entre en politique à Nancy en 1954 au sein du Parti radical-socialiste dont elle présidera à deux reprises la Fédération de Meurthe-et-Moselle, de 1954 à 1958 puis de 1969 à 1974. Avec Léon Chadé et l'équipe municipale centriste où figure le jeune conseiller André Rossinot (futur député, futur maire, futur président du Parti radical valoisien), elle soutient en 1970 la candidature « parachutée » de Jean-Jacques Servan-Schreiber à la députation de Nancy, qu'il remporte de façon aussi spectaculaire qu'inattendue,.
Vice-présidente en 1971-1972 du Parti radical présidé par Servan-Schreiber, elle en est secrétaire générale de 1975 à 1977 sous la présidence de Gabriel Péronnet.
Devenue conseillère de Paris de 1977 à 2001, Jacqueline Nebout occupe les fonctions d'adjointe au maire de 1977 à 1995. Elle est députée au Parlement européen en 1983-1984 et conseillère régionale d'Île-de-France de 1983 à 1992.

### Conseillère et adjointe au maire de Paris
Élue conseillère de Paris en mars 1977 sur la liste « Union pour Paris » du 9e arrondissement, puis à la suite adjointe au maire de Paris, elle est chargée de toutes les questions relatives à l'environnement, la qualité et le cadre de vie, la prévention et la lutte contre les pollutions et les nuisances. Réélue en 1983 et 1989, cette fois dans le 15e arrondissement, elle reste chargée des questions relatives à l'environnement, aux parcs, jardins et espaces verts. À ce titre, elle impulse la réalisation du parc André-Citroën, du parc de Bercy et de la coulée verte partant de la Bastille.
Adjointe au maire Jacques Chirac, elle s'investit particulièrement pour la réhabilitation du parc du château de Bagatelle, dans le bois de Boulogne :

« Si les jardins et la roseraie furent bien tenus, le pavillon, privé de tout entretien, ne cessa de se dégrader ; faute de surveillance, des cheminées disparurent encore au début des années 1970. Un nouveau départ est donné en 1977 quand Mme Jacqueline Nebout, adjointe au maire de Paris, reçoit la Délégation à l'environnement et aux parcs et espaces verts de la capitale. En dix ans, son budget sera multiplié par dix et les travaux de restauration extérieure et intérieure ont absorbé plus de trois millions de francs depuis 1984. »

### Conseillère régionale
Elle intègre le Conseil régional d’Île-de-France en 1983, où elle est réélue jusqu'en 1992.

### Parlementaire européenne
Elle est députée européenne du 25 avril 1983 au 23 juillet 1984, comme suivante sur liste après la démission de Xavier Deniau, appartenant au Groupe des démocrates européens de progrès, pour la Défense des intérêts de la France en Europe.
Parallèlement à ses mandats électifs, Jacqueline Nebout continue de participer activement à la vie politique en tant que vice-présidente du groupe RPR à l'Hôtel de Ville, dont elle était apparentée, puis vice-présidente du Parti radical de 1999 à 2001. Elle se retire de la vie publique en 2001.

## Décès
Elle décède le 2 novembre 2015 dans le 15e arrondissement de Paris. Ses obsèques sont célébrées le 6 novembre en l'église Notre-Dame-de-la-Gare de Paris et ses cendres sont déposées dans la tombe familiale du cimetière de Préville à Nancy,.

## Hommage

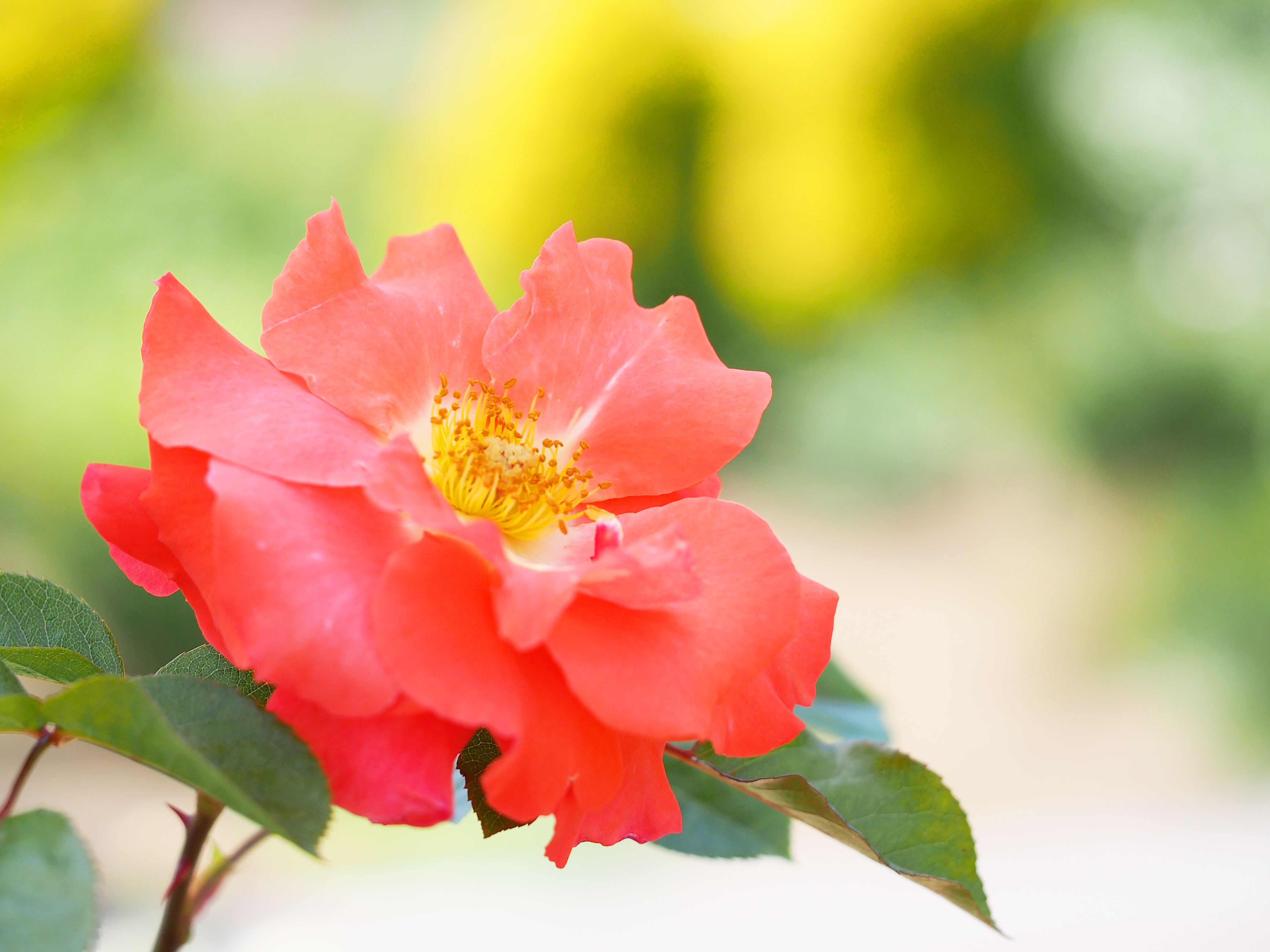
rose Jacqueline Nebout

La rose « Jacqueline Nebout » est une variété de Rosa floribunda créée par la société Meilland en 1989.

## Publication
(fr + en) Jacqueline Nebout (trad. Sue Budden pour le texte anglais, préf. Jacques Chirac, photogr. Magali Chanteux - 133 photographies en couleurs et en noir et blanc), Les cariatides de Paris, Paris, Hervas, 1992, 124 p. (ISBN 2-903118-65-5)

## Distinctions
- Officier de la Légion d'honneur[4]
- Officier de l'ordre du Mérite agricole[4]
- Chevalier de l'ordre des Palmes académiques[4]